# Кок-Бас
Кок-Бас — аул в составе Нефтекумского городского округа Ставропольского края России.

## Варианты названия
- Как-Бас[2],
- Какбас[3]:11.
- туркм. Гөк-Баш[источник не указан 1054 дня]

## География
Расстояние до краевого центра: 232 км.
Расстояние до районного центра: 42 км.

## История
По некоторым данным возникновение аула относится к середине XIX века.

Первым поселенцем в 1863 году стал аулбай Агбулат Молла Сабанов, затем аул заселялся ногайцами Канглыкского куба джембойлуковского народа и Кенегесского куба едисанского народа. Название получил от урочища Капказ-Кую (Копказ-Кую). Кок-Бас по национальному составу чисто туркменский аул.— Гаазов В. Л. «Ставрополь и его окрестности. Ставрополье в названиях»
По данным переписи 1926 года в Какбасе числилось 51 хозяйство с населением 184 человека (90 мужчин и 94 женщины), из них 180 — ногайцы, 4 — прочие. По состоянию на 1 октября 1929 года аул Какбас вместе с населёнными пунктами Новкус-Артезиан и Тавкуйген входил в состав территории Новкус-Артезианского сельского совета Ачикулакского района Дагестанской АССР:10.
До 1 мая 2017 года аул входил в состав муниципального образования «Сельское поселение Новкус-Артезианский сельсовет» Нефтекумского района Ставропольского края.

## Население
| 1903 | 1908 | 1926 | 1989 | 2002 | 2010 | 2014 |
| ---- | ---- | ---- | ---- | ---- | ---- | ---- |
| 212  | ↗244 | ↘184 | ↗298 | ↗335 | ↘324 | ↗400 |
| 2023 |      |      |      |      |      |      |
| ↘300 |      |      |      |      |      |      |

По данным переписи 2002 года, 98 % населения — туркмены.

## Инфраструктура
В ауле имеется фельдшерско-акушерский пункт. Уличная сеть состоит из двух улиц — Ленина и Молодёжной. В границах населённого пункта расположено вероисповедальное открытое кладбище площадью 15 тыс. м².